# Ceratobatrachinae
Sous-famille
Synonymes
- Cornuferinae Noble, 1931
- Platymantinae Savage, 1973

Les Ceratobatrachinae sont une sous-famille d'amphibiens de la famille des Ceratobatrachidae.

## Répartition
Les espèces des deux genres de cette sous-famille se rencontrent en Asie du Sud-Est et en Océanie.

## Liste des genres
Selon Amphibian Species of the World (10 juillet 2015) :
- Cornufer Tschudi, 1838
- Platymantis Günther, 1858

## Publication originale
- Boulenger, 1884 : Diagnoses of new reptiles and batrachians from the Solomon Islands, collected and presented to the British Museum by H. B. Guppy, Esq., M.B., H.M.S. Lark. Proceedings of the Zoological Society of London, vol. 1884, p. 210-213 (texte intégral).